# Chiesetta della Madonna del Ladro Buono
La chiesetta della Madonna del Ladro Buono (in siciliano Madonna di lu Tribonu o di Madonna di lu Latru Bonu) è una chiesa cattolica che si trova ad Alcamo, in provincia di Trapani.

## Origine del nome
Un po' più sopra del bottino (cioè l'acquedotto), in corrispondenza della seconda curva della strada che sale sul monte Bonifato, c'è una chiesetta con l'immagine di Maria della Pietà con il Cristo deposto.
Secondo la tradizione, un ladro che viveva come penitente in quel posto era devoto per questa immagine.
Francesco Maria Mirabella, in una lettera indirizzata a Don Tommaso Papa nel 1931, scrive che questa leggenda del ladro buono era un'invenzione del poeta dialettale alcamese Liborio Dia, e che "Tribonu" è solo l'alterazione di "Tribona" della parola in dialetto, cioè  una nicchia sovrastante un altare o un'edicola.
Il professore Carlo Cataldo, a seguito delle sue ricerche, ha scoperto che la denominazione "Tribona" c'era già nel '600, poiché in un atto notarile del 1674 viene citata una "chiusa" sulla montagna chiamata "la Tribona", dove c’erano alberi, sommacco e altre piante. In un altro documento del 1723 è di nuovo citata, e anche nel 1810 e in un atto pubblico del 1928.

## Tradizione
Nei primi Anni Trenta i pellegrinaggi alla chiesetta si facevano o col carretto o a piedi, ogni venerdì del mese di marzo. Da pellegrinaggi penitenziali erano però diventati occasione di scampagnate, come lamentava il poeta dialettale Giuseppe Fulco in una sua poesia:
E ci vannu a bella posta

Donni schetti e maritati,

Pri ballari senza sosta

E piscari quattru ucchiati.
Dal 1930 iniziarono nel santuario di Maria Santissima dell'Alto pure a praticarsi i venerdì del mese di marzo per il Crocifisso, in contrapposizione a quelli festosi presso la Cappella della Madonna del Tribono.
Nel 1989 la chiesetta è stata restaurata dai suoi proprietari, la famiglia Mancuso: è stata posta sulla facciata la denominazione “Madonna del Ladro Buono”.
Al posto della vecchia stampa che riproduceva Maria Addolorata e Gesù Cristo deposto, è stata collocata una tela del pittore alcamese Stefano Papa, e i venerdì di marzo vengono solennizzati.
Entrando nella chiesetta, sulla destra dell’altare esiste un’antica cisterna, da cui i fedeli bevevano l'acqua che serviva a purificare l'anima e il corpo.